# Dibrowa (hromada Dykańka)
Dibrowa (ukr. Діброва) – wieś na Ukrainie, w obwodzie połtawskim, w rejonie połtawskim, w hromadzie Dykańka. W 2001 liczyła 650 mieszkańców.